# Volksoper
El Volksoper o Wiener Volksoper ('Òpera popular de Viena' en català) és el segon teatre en importància de Viena i el primer d'Europa en representacions d'opereta vienesa.
Fou inaugurada el 1898 amb motiu de l'aniversari del Kàiser amb el nom de Kaiser Jubiläums Stadttheater. Al començament s'hi representaven obres de teatre. El 1903 s'hi van començar a representar òperes i operetes. és en aquest instant que es comença a dir Volksoper. En aquest període s'hi estrenaren Tosca (1907) i Salomé (1910). Hi iniciaren la seva carrera de cantants Maria Jeritza, Leo Slezak o Richard Tauber. A partir de 1929 estevé el teatre vienès d'òpera lleugera. Després de la segona Guerra Mundial i a causa de la destrucció de l'Òpera Estatal de Viena, es converteix en el principal centre de representacions d'òpera. Quan el 1955, aquell torna a obrir les portes, el Volksoper es converteix en un teatre musical independent. Actualment s'hi representen més de 100 operetes, musicals i dansa contemporània.